# Sites historiques et culturels majeurs protégés au niveau national (Xinjiang)
Cette liste regroupe les principaux sites protégés pour leur valeur culturelle et historique au niveau national par l'administration d'état chargée du patrimoine culturel en Chine pour la région autonome du Xinjiang. Elle a été établie en différentes étapes : la série 1a en 1961, 1b en 1981, 2 en 1982, 3 en 1988, 4 en 1996, 5 en 2001, 5a en 2002, 5b et 5c en 2003, 6 en 2006, 6a en 2009, 7 en 2013, 7a en 2014, la 8 en 2019. La liste présentée ci-dessous ne reprend actuellement que les certaines séries et n'est donc pas complète.

## Première à quatrième listes
| N°    | Désignation                              | Ville / district        | Image |
| ----- | ---------------------------------------- | ----------------------- | ----- |
| 1-41  | Grottes de Kizil                         | Aksou / Baicheng        |       |
| 1-42  | Grottes de Kumtura                       | Aksou / Kucha           |       |
| 1-154 | Qočo                                     | Tourfan / Gaochang      |       |
| 1-155 | Ruines de Jiaohe                         | Tourfan / Gaochang      |       |
| 2-14  | Grottes des mille Bouddhas de Bezeklik   | Tourfan / Gaochang      |       |
| 3-159 | Minaret d'Emin                           | Tourfan / Gaochang      |       |
| 3-211 | Loulan                                   | Bayin'gholin / Ruoqiang |       |
| 3-217 | Ruines de Beiting                        | Changji / Jimsar        |       |
| 3-241 | Tombes d'Astana                          | Tourfan / Gaochang      |       |
| 3-258 | Mausolée d'Abakh Khoja                   | Kachgar                 |       |
| 4-41  | Niya                                     | Hotan / Minfeng         |       |
| 4-45  | Subashi                                  | Aksou / Kucha           |       |
| 4-188 | Commanderie de l'Ili                     | Ili / Huocheng          |       |
| 4-189 | Grottes des mille Bouddhas de Senmusaimu | Aksou / Kucha           |       |

## Cinquième liste
| N°    | Désignation                                 | Ville / district        | Image |
| ----- | ------------------------------------------- | ----------------------- | ----- |
| 5-129 | Mines de cuivre de Nulasai                  | Ili / Nilka             |       |
| 5-130 | Dschumbulak Kum                             | Hotan / Keriya          |       |
| 5-131 | Phare de Kizilgaha                          | Aksou / Kucha           |       |
| 5-132 | Phares du Kongque He                        | Bayin'gholin / Yuli     |       |
| 5-133 | Ruines du Lop Nor                           | Bayin'gholin / Ruoqiang |       |
| 5-134 | Monastère de Mo'er                          | Kachgar / Shufu         |       |
| 5-135 | Ruines de Tuokuzisalai                      | Tumushuke               |       |
| 5-136 | Miran                                       | Bayin'gholin / Ruoqiang |       |
| 5-137 | Site d'Endere                               | Hotan / Minfeng         |       |
| 5-138 | Ancienne ville de Taxkorgan                 | Kachgar / Taxkorgan     |       |
| 5-139 | Temples de Shikshin                         | Bayin'gholin / Yanqi    |       |
| 5-140 | Monastère de Rawak                          | Hotan / Lop             |       |
| 5-141 | Monastère de Baiyanggou                     | Hami / Yizhou           |       |
| 5-142 | Ancienne ville de Dahe                      | Hami / Barkol           |       |
| 5-143 | Ancienne ville de Wulabo                    | Ürümqi                  |       |
| 5-144 | Pagode Taizang                              | Tourfan / Gaochang      |       |
| 5-188 | Tumulus et pierres à cerf de Sanhaizi       | Altay / Qinggil         |       |
| 5-189 | Tombes de Yanbulaq                          | Hami / Yizhou           |       |
| 5-190 | Tombes de Chawuhu                           | Bayin'gholin / Hejing   |       |
| 5-191 | Tombes de Qiemuer Qieke                     | Altay                   |       |
| 5-192 | Tombes de Zaghunluq                         | Bayin'gholin / Qiemo    |       |
| 5-193 | Tombes de Shanpula                          | Hotan / Lop             |       |
| 5-194 | Mausolée de Tughluk Timur                   | Ili / Huocheng          |       |
| 5-439 | Temple Shengyou                             | Ili / Zhaosu            |       |
| 5-440 | Mosquée Id Kah                              | Kachgar                 |       |
| 5-472 | Grottes de Kizilgaha                        | Aksou / Kucha           |       |
| 5-473 | Plaque commémorant la défaite des Dzoungars | Ili / Zhaosu            |       |

## Sixième liste
| N° | Désignation | Ville / district | Image |
| -- | ----------- | ---------------- | ----- |

## Septième liste
| N°           | Désignation                                                      | Ville / district | Image             |
| ------------ | ---------------------------------------------------------------- | ---------------- | ----------------- |
| 7-1932-5-325 | Ancien site du gouvernement de la révolution des trois districts | Yining           | [[Image:\|100px]] |

## Huitième liste
| N°           | Désignation                  | Ville / district             | Image |
| ------------ | ---------------------------- | ---------------------------- | ----- |
| 8-0749-5-230 | Temple de Confucius d'Urumqi | Urumqi, district de Tianshan |       |